# Фернандо Родригес де Кастро эль-Кастельяно

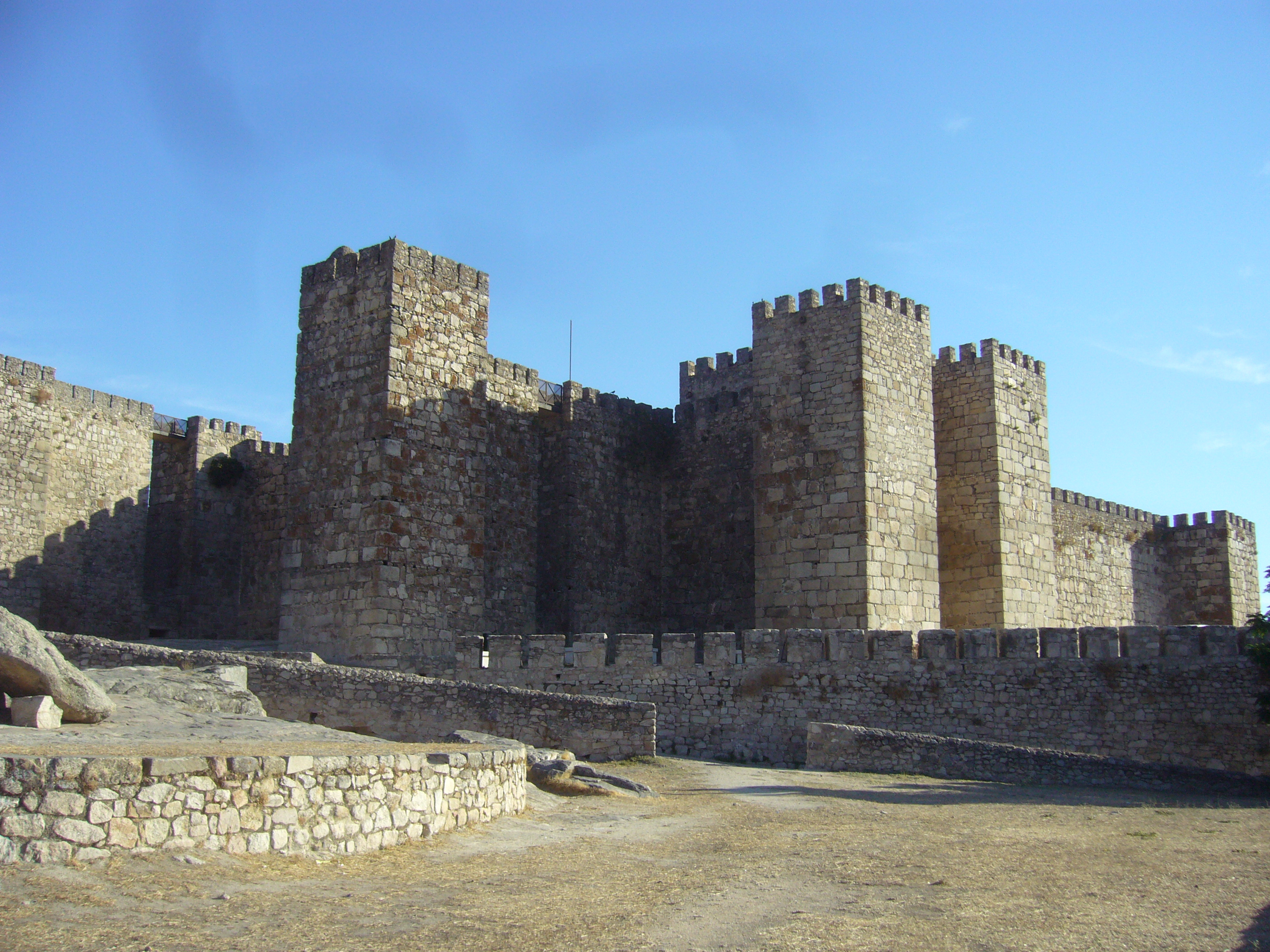
Замок в Трухильо, который Фернандо отвоевал у Португалии и сделал центром своего домена

Фернандо Родригес (или  Фернан Руис) де Кастро (исп. Fernando Rodríguez de Castro el Castellano; 1125—1185) — кастильский дворянин, государственный и военный деятель, сделавший свою карьеру в Леоне. Он был главой дома Кастро во время гражданских войн, последовавших за смертью короля Санчо III Кастильского и малолетством его преемника Альфонсо VIII. В Леоне его прозвали  эль-Кастелльяно («Кастилец»), а в Кастилии —  эль-Леонес («Леонец») .

## Биография
Фернандо был старшим сыном Родриго Фернандеса де Кастро и его жены Эйло Альварес. Он возглавлял семью Кастро в борьбе с домом Лара по поводу опеки и регентства молодого короля Альфонсо VIII после смерти Санчо III в августе 1158 года. В начале 1160 года Лары смогли сослать его ко двору короля Леона Фернандо II. Он вернулся в Кастилию в марте с армией и победил род Лара в битве при Лобрегале, где его бывший тесть, Осорио Мартинес, был убит, сражаясь вместе со своими врагами, и Нуньо Перес де Лара попал в плен. Тем не менее он не смог вернуться на родину. Вскоре после 1160 года Фернандо с объединенными силами христиан и мусульман осадил недавно основанный город Сьюдад-Родриго. Леонский король Фернандо II вместе с ополченцами Саламанки и Саморы пришел на помощь Сьюдад-Родриго. Фернандо вскоре примирился с королем Леона, который назначил его губернатором сначала Куэльяра, Дуэньяса, Саламанки, Торо, Вальядолида и Саморы, а затем Астурии и Бенавенте . Фернандо Родригес служил королю Леона Фернандо II в качестве майордома в двух случаях: между 15 августа 1162 года и 6 сентября 1164 года и между 19 октября 1165 года и 15 мая 1166 года. В 1162 году Фернандо II отвоевал Толедо у Кастилии и передал его в руки Фернандо Родригеса в качестве губернатора. Толедо оставался владением Королевства Леон до 1166 года . В 1164 году Фернандо Родригес де Кастро вернулся в Кастилию во второй раз с армией и убил Манрике Переса де Лару в битве при Уэте (июнь/июль). В 1168 году он был назначен алькальдом в город Леон и контролировал городские укрепления (tenente turris Legionis, «удерживал башни Леона») до 1182 года .
В начале лета 1169 года португальский вольный стрелок Жералду Бесстрашный после долгой осады взял город Бадахос, но гарнизон укрылся в алькасабе, осада которой продолжалась. Видя возможность присоединить к своим владениям главный город региона за счет своих мусульманских и христианских врагов, Афонсу I Португальский прибыл с армией в Бадахос, чтобы оказать помощь Жералду. Это вызвало сопротивление короля Фернандо Леонского, который объявил Бадахос своим и по просьбе альмохадского халифа Абу Якуба Юсуфа двинулся на юг с армией, который уже послал контингент из 500 кавалеристов на помощь гарнизону. Фернандо Родригес, тогдашний майордом, был одним из леонских лидеров в этой экспедиции. Осаждавшие португальцы сами были осаждены леонцами, и на улицах вспыхнули бои. При попытке к бегству Афонсо был пойман за петлю ворот и сброшен с лошади, сломав себе ногу. Он был захвачен людьми Фернандо, а Фернандо — Жералду. Леонцы получили контроль над городом и алькасабой, которые они вскоре уступили своим мусульманским союзникам. Некоторые из завоеваний Жералду были уступлены, чтобы выкупить его свободу. Фернандо сохранил Касерес, но Трухильо, Монтанчеса, Санта-Крус-де-ла-Сьерра и Монфрагю он отдал Фернандо Руису. Таким образом, Фернандо установил полунезависимое господство между реками Тежу и Гвадиана со своей резиденцией в Трухильо. В 1171 году ему был пожалован infantaticum Леона. В 1172—1175 годах Фернандо Родригес де Кастро удерживал Майоргу и Мельгар-де-Арриба от короны, оба были феодами Осорио Мартинеса . До конца своей карьеры он часто бывал при леонском и кастильском королевских дворах. В Анналах Компостеллы записана смерть Фернандо в 1185 году, где-то после 16 августа.

## Браки
Первой женой Фернандо была Констанция (Констанца) Осорио, дочь графа Осорио Мартинеса, убитого при Лобрегале в марте 1160 года. Вероятно, супруги расстались еще до битвы при Лобрегале. В феврале 1165 года Констанция во второй раз вышла замуж за Педро Ариаса де Лимиа в качестве его второй жены. В 1168 году Фернандо Родригес женился на своей двоюродной сестре Эстефании Альфонсо Ла Десдичада («Стефания Несчастная», род. 1148), незаконнорожденной дочери короля Альфонсо VII и его любовницы Урраки Фернандес. Она родила ему сына, Педро, и дочь Санчу. 1 июля 1180 года Фернандо Родригес де Кастро убил её из ревности. Она была похоронена в монастыре Сан-Исидоро-де-Леон.
У Фернандо Родригеса де Кастро также был незаконнорожденный сын Мартин от женщины по имени Мария Иньигес, которая названа в документе сына Мартина Педро, датированном 1241 годом.